# Ndlambe
Ndlambe – gmina w Republice Południowej Afryki, w Prowincji Przylądkowej Wschodniej, w dystrykcie Sarah Baartman. Siedzibą administracyjną gminy jest Port Alfred.